# Caius Claudius Pulcher (consul en -92)
Pour les articles homonymes, voir Caius Claudius Pulcher.
Caius Claudius Pulcher est un patricien vivant au Ier siècle av. J.-C. de la République romaine.

## Biographie
Caius Claudius Pulcher est le petit-fils de Caius Claudius Pulcher (consul en 177 av. J.-C.).
Une inscription latine trouvée à Rome retrace sa carrière : [C(aius) Claudius Ap(pi) f(ilius) C(ai) n(epos) Pulcher] / q(uaestor) IIIvir a(ere) a(rgento) a(uro) f(lando) f(eriundo) aed(ilis) cur(ulis) iudex q(uaestionum) venefici(i)s pr(aetor) / repetundis curator vi(i)s sternundis co(n)s(ul) cum M(arco) Perperna.
Après avoir été questeur puis triumvir monétaire, Caius Claudius Pulcher est édile en 99 av. J.-C.. Il se rend célèbre par la magnificence de ses jeux. Patron de Messine, il se fait prêter une statue de marbre de Cupidon pour décorer le forum. Il montre pour la première fois des éléphants dans les jeux du cirque. Il décore pour la première fois le mur du fond de scène du théâtre construit pour les jeux avec des peintures réalistes et colorées ,.
Il est préteur en Sicile en 95 av. J.-C.. Il rédige à la demande des habitants d'Halaesa une loi règlementant l'élection de leurs sénateurs.
En 92 av. J.-C., il est élu consul de la République romaine avec Marcus Perperna. Il fait rapport au Sénat de la sédition Cn. Carbo, un partisan de Marius.
Cicéron parle de lui en tant qu'homme possédant une grande force dans l'art oratoire.